# Northern Securities Company
Northern Securities Company – kompania kolejowa J.P. Morgana, która powstała w 1902 roku z połączenia Northern Pacific, Union Pacific Railroad i Burlington Railroad Co.
Prezydent Theodore Roosevelt w lutym 1902 roku oskarżył spółkę o łamanie ustawy antytrustowej Shermana. Sprawa znalazła finał przed Sądem Najwyższym Stanów Zjednoczonych, który w marcu 1904 roku wydał wyrok nakazujący rozwiązanie spółki.
Po tym wyroku Roosevelt zyskał przydomek „Teddy, pogromca trustów”.